# Furio Camillo
Furio Camillo är en station på Roms tunnelbanas Linea A. Stationen är belägen vid Viale Furio Camillo, efter vilken den är uppkallad. Stationen togs i bruk 1980.
Stationen Furio Camillo har:
- Biljettautomater
- Tillgänglighet för funktionshindrade personer
- Rulltrappor

## Kollektivtrafik
- Busshållplats för ATAC

## Omgivningar
- Basilikan Santa Maria Ausiliatrice
- Villa Lazzaroni
- Via Appia Nuova
- Via Tuscolana
- Villa Lais